# Саларімен
Сараріма́н або саларіме́н (яп. サラリーマン, сарарі:ман, від англ. salaried man — «службовець на окладі») — японський термін, використовується щодо працівників, які займаються нефізичною працею (службовців), особливо що перебувають на окладі у великих корпорацій. Часте використання терміна японськими компаніями і його поширеність у манзі і аніме поступово привели до його прийняття в європейських і англомовних країнах як аналога «білих комірців». Після Другої світової війни кар'єра сарарімана розглядалася як шлях до стабільності та гарантованим доходом для середнього класу. у сучасній Японії термін асоціюється з тривалим робочим днем, непрестижною посадою в корпоративній ієрархії, відсутністю інших джерел доходу (крім зарплати), «найманим рабством». Поняття «сараріман» використовується виключно по відношенню до чоловіків, для жінок існує термін кяріавуман (яп. キャリアウーマン, «career woman»).

## Історія
На думку дослідника Езри Фогеля, слово «сараріман» широко використовувалося в Японії вже до 1930-х років, «хоча клас білих комірців був відносно невеликий до зростання урядової бюрократії і військової промисловості до і під час Другої світової війни». У першу чергу сараріманам Японія зобов'язана своїми успіхами на міжнародних економічних теренах. 
Термін використовується не до всіх робітників, які отримують зарплату, а тільки до «"білих комірців" у бюрократичному апараті ділових компаній або органів урядової влади». Працівники «мідзу-Себа» (індустрії нічних розваг) та індустрії розваг (в тому числі актори і співаки) не входять до числа сараріманів, хоча їх основний дохід може йти від зарплати. Крім того, виключаються лікарі, інженери, юристи, бухгалтери, музиканти, художники, політики, керівники корпорацій і самозайняті.

## Дацусара

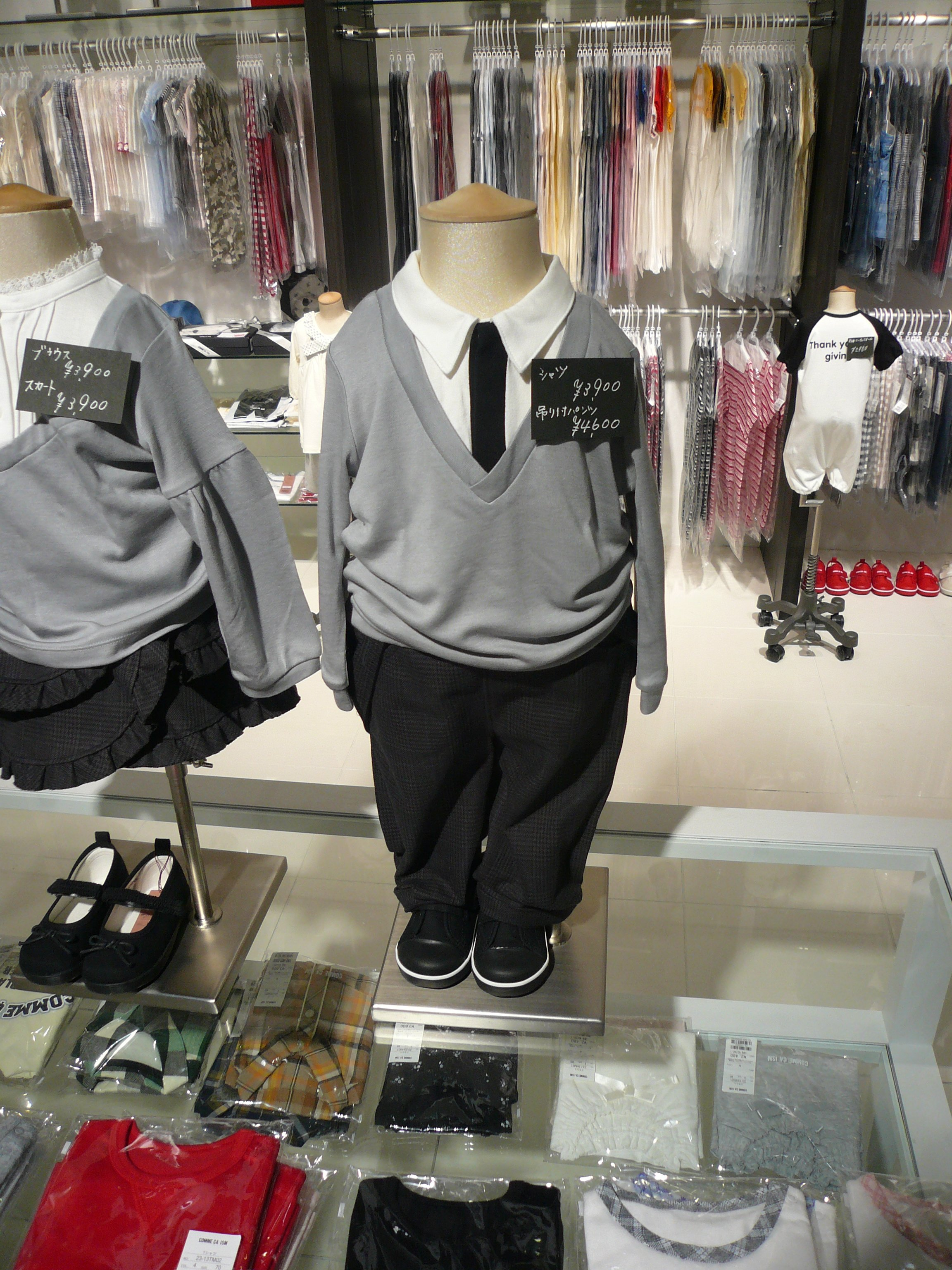
Типовий костюм сарарімана в магазині одягу Йокогами.

Стереотипний образ сарарімана - ...Офісний працівник в костюмі і краватці, який може мати або не мати вищої освіти. Іноді термін має негативний відтінок, щоб уникнути використання поняття «бізнесмен» Сараріманами є значне число робітників у Японії. В ЗМІ образ сараріманов часто стає негативним через відсутність у них таких якостей, як ініціативність і оригінальність мислення. Негативне ставлення громадськості приводить таких людей до депресії і навіть самогубства. Широко практикується спеціальна форма найму, передбачаюча, що співробітник знаходиться не в штаті, на договорі. Такий договір легко розірвати. Корпорації з готовністю звільняють їх для скорочення витрат, багато японських студентів намагаються уникнути цього шляху після закінчення коледжу (дацусара службовців «втечу від корпорацій»).
Дацусара (脱サラ) — процес звільнення з роботи як сарарімана і спроба знайти нове заняття. Даний термін відноситься до людей, які кидають роботу в офісі з метою знайти більш вигідну або приємну роботу, а не до вимушених шукати нову роботу після звільнення або звільненим просто від нудьги. Наприклад, сюди відноситься підприємець, вебдизайнер, фермер, рибалка, письменник, власник власного магазина або ресторану, франчайзер та інші.

## Соціальний образ
Поширеність сараріманів в японському суспільстві породила численні їх зображення в засобах масової інформації та кінематографі. Стереотипний вигляд службовця включає:
- Життя практично повністю обертається навколо роботи в офісі.
- Понаднормова робота щовечора.
- Сумлінність, але неоригінальність.
- Ретельне дотримання наказам вищих осіб.
- Відчуття сильного емоційного зв'язку з співробітниками.
- Три основних проведення часу поза роботою - вживання спиртних напоїв, гольф і маджонг У 2000-х роках з'явився новий термін для сараріманів-отаку: отаріїман (яп. オタリーマン).
- Відсутність ініціативи та конкурентоспроможності.
- В обов'язковому порядку і щодня носить костюм і краватку.
- Караоке до пізньої ночі і запійне пияцтво.

Соціальний образ японського службовця змінюється в залежності від часу і економічної ситуації в країні. Наприклад, наприкінці 1980-х (економічний міхур) службовець розглядався як воїн, озброєний енергетичними напоями, а сараріман в період після міхура стискався від страху втратити роботу або нормальну заробітну плату.
Персонажі-сарарімани зустрічаються в: I My Me! Strawberry Eggs, Yume de Aetara (головний герой), Sazae-san (чоловік головної героїні), ΠΛΑΝΗΤΕΣ, Futari Ecchi (головний герой), Atashinchi, Mama Loves the Poyopoyo-Saurus, Kuri-chan, Rec, Black Lagoon, Living Game, Urusei Yatsura(батько героїні), Osomatsu-kun, Kiko-chan's Smile, Salaryman Kintaro (лідер банди байкерів стає сараріманом), Pani Poni (другорядний безіменний персонаж, що постійно перебуває в депресії), Crayon Shin-chan, Kacho Kosaku Shima, Nono-chan, Doraemon.